# Holotyp

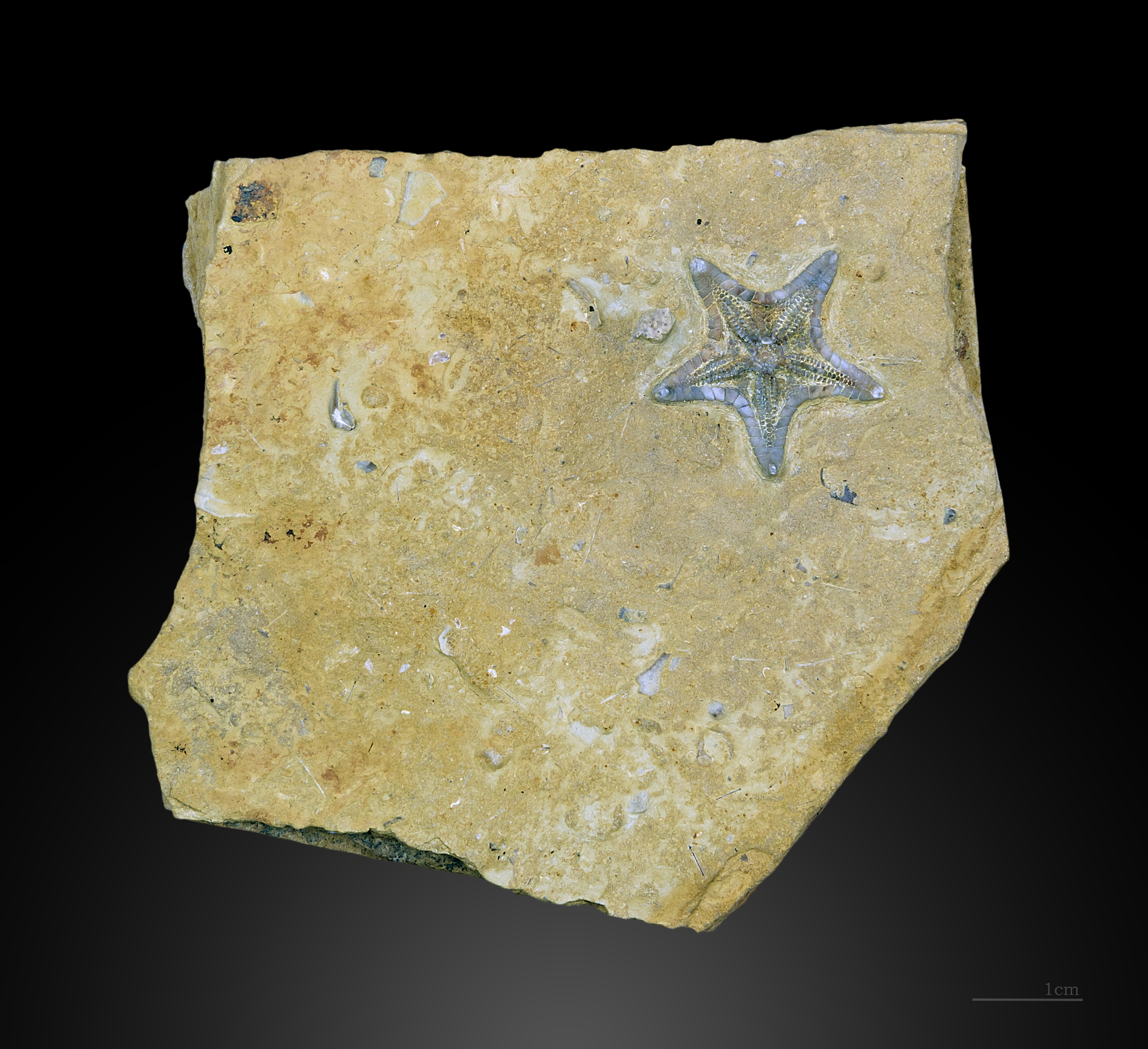
Holotyp Marocaster coronatus

Holotyp (gr. ὅλοτύπος od ὅλος „cały, całkowity” τύπος „odbicie, obraz, posąg, wzór, znak, odcisk”) – pojedynczy typ nomenklatoryczny wskazany przez autora nazwy taksonu, na podstawie którego wyróżniono i opisano nowy gatunek lub podgatunek, ewentualnie także takson w randze gatunku wzorcowy dla rodzaju i rodzaj dla rodziny.
Przed wybraniem holotypu wszystkie okazy serii oryginalnej określa się mianem syntypów, a po wybraniu holotypu okazy serii oryginalnej nazywane są mianem paratypów. Gdy z jakichś przyczyn holotyp nie istnieje (np. autor nazwy nie wskazał holotypu lub nie zachował się holotyp wskazany), z serii okazów zebranych razem z holotypem wybiera się inny okaz – tzw. lektotyp. Jeśli nie istnieje ani holotyp, ani seria oryginalna, wybiera się nowy wzorzec – tzw. neotyp. Osobnik płci odmiennej od płci holotypu to alotyp.
Prawdziwą wartość z punktu widzenia taksonomii mają jedynie holotypy, lektotypy i neotypy.
Okaz holotypowy musi być przechowywany w ogólnodostępnej dla badań naukowych instytucji, a jego lokalizacja musi być wskazana w publikacji kreującej dany takson (gatunek, rodzaj, rodzinę).
Na przykład holotyp motyla Lycaeides idas longinus znajduje się w Muzeum Zoologii Porównawczej (ang.: Museum of Comparative Zoology) na Uniwersytecie Harvarda (USA), holotyp wymarłego ssaka Cimolodon na Uniwersytecie Alberty (Edmonton, Kanada),, a holotyp okrzemki Diatoma polonica w kolekcji Instytutu Nauk o Morzu Uniwersytetu Szczecińskiego, jako preparat nr 18492.
Odmianą holotypu jest hapantotyp, czyli zespół preparatów przedstawiających różne stadia cyklu życiowego pozyskane z bezpośrednio spokrewnionych osobników. Ma on zastosowanie w protozoologii. 
Miejsce (geograficzne, ewentualnie też stratygraficzne), z którego pochodzi holotyp, to miejsce typowe (locus typicus).
Termin holotyp używany jest też w mineralogii do nazwania okazu, który stał się podstawą wyróżnienia nowego minerału.